# 채희 (가수)
채희(본명: 박정숙, 1973년 2월 ~ )은 대한민국의 가수이다.

## 학력
- 명지대학교 사회교육원 실용음악학과 졸업

## 수상
- 2019년 전국가요강사협회 최고인기상
- 1996년 SBS 트로트 대학 가요제 대상 수상
- 1991년 목포 난영가요제 금상 수상
- 1984년 목포 KBS 어린이 노래자랑 최우수상
- 1984년 광주 MBC 어린이 노래자랑 최우수상

## 데뷔
- 2007년 1집 앨범 '한 번만 / 못 다 한 사랑'

## 음반
- 2020년 살아가는 인생 이야기
- 2017년 바람의 소원
- 2016년 사랑할래요 / 정이 전부야
- 2015년 사랑할래요 / 꿈 같은 사랑
- 2012년 고맙다
- 2010년 한 번만 / 못 다 한 사랑
- 2007년 마주보고 싶다